# Fed Cup 2013 Wereldgroep I play-offs
De Fed Cup 2013 Wereldgroep I play-offs vormden een naspel van de Fed Cup 2013, waarin promotie en degradatie tussen de twee hoogste niveaus (Wereldgroep I en Wereldgroep II) werden bevochten.
De wedstrijden werden gespeeld op 20 en 21 april 2013.

## Reglement
De vier verliezende teams van de eerste ronde van Wereldgroep I en de vier winnaars van Wereldgroep II nemen aan dit naspel deel. Het ITF Fed Cup comité bepaalt welke vier landen geplaatst worden, aan de hand van de ITF Fed Cup Nations Ranking. Hun tegenstanders worden door loting bepaald. Welk land thuis speelt, hangt af van hun vorige ontmoeting (om de andere), dan wel wordt door loting bepaald als zij niet eerder tegen elkaar speelden. Een landenwedstrijd bestaat uit (maximaal) vijf "rubbers": vier enkelspelpartijen en een dubbelspelpartij. Het land dat drie "rubbers" wint, is de winnaar van de landenwedstrijd. De vier winnende landen plaatsen zich voor de Fed Cup Wereldgroep I in het jaar erop. De vier verliezende landen zullen in het volgend jaar deelnemen in Wereldgroep II.

## Deelnemers
In 2013 namen de volgende acht landen deel aan de Wereldgroep I play-offs:
- Servië (verloor van Slowakije in Wereldgroep I)
- Verenigde Staten (verloor van Italië in Wereldgroep I)
- Australië (verloor van Tsjechië in Wereldgroep I)
- Japan (verloor van Rusland in Wereldgroep I)
- Zwitserland (won van België in Wereldgroep II)
- Duitsland (won van Frankrijk in Wereldgroep II)
- Spanje (won van Oekraïne in Wereldgroep II)
- Zweden (won van Argentinië in Wereldgroep II)

## Plaatsing, loting en uitslagen
| locatie      | ondergrond | thuisspelend land    | uitslag | uitspelend land |
| ------------ | ---------- | -------------------- | ------- | --------------- |
| Stuttgart    | gravel (i) | Duitsland            | 3-2     | Servië (1)      |
| Delray Beach | hardcourt  | Verenigde Staten (2) | 3-2     | Zweden          |
| Chiasso      | gravel     | Zwitserland          | 1-3     | Australië (3)   |
| Barcelona    | gravel     | Spanje               | 4-0     | Japan (4)       |

### Vervolg
- Verenigde Staten en Australië handhaafden hun niveau, en bleven in Wereldgroep I.
- Duitsland en Spanje promoveerden van Wereldgroep II in 2013 naar Wereldgroep I in 2014.
- Zwitserland en Zweden wisten niet te ontstijgen aan Wereldgroep II.
- Servië en Japan degradeerden van Wereldgroep I in 2013 naar Wereldgroep II in 2014.